# Püchersreuth
Püchersreuth – miejscowość i gmina w Niemczech, w kraju związkowym Bawaria, w rejencji Górny Palatynat, w regionie Oberpfalz-Nord, w powiecie Neustadt an der Waldnaab, wchodzi w skład wspólnoty administracyjnej Neustadt an der Waldnaab. Leży w Lesie Czeskim, około 6 km na północny wschód od Neustadt an der Waldnaab.

## Dzielnice
W skład gminy wchodzą następujące dzielnice: Eppenreuth, Ilsenbach, Püchersreuth, Wurz.

## Demografia
| Rok  | Liczba mieszk. |
| ---- | -------------- |
| 1970 | 1 225          |
| 1987 | 1 400          |
| 2000 | 1 664          |

## Oświata
(na 1999)

W gminie znajduje się 50 miejsc przedszkolnych (54 dzieci) oraz szkoła podstawowa (4 nauczycieli, 82 uczniów).